# 난쉰구

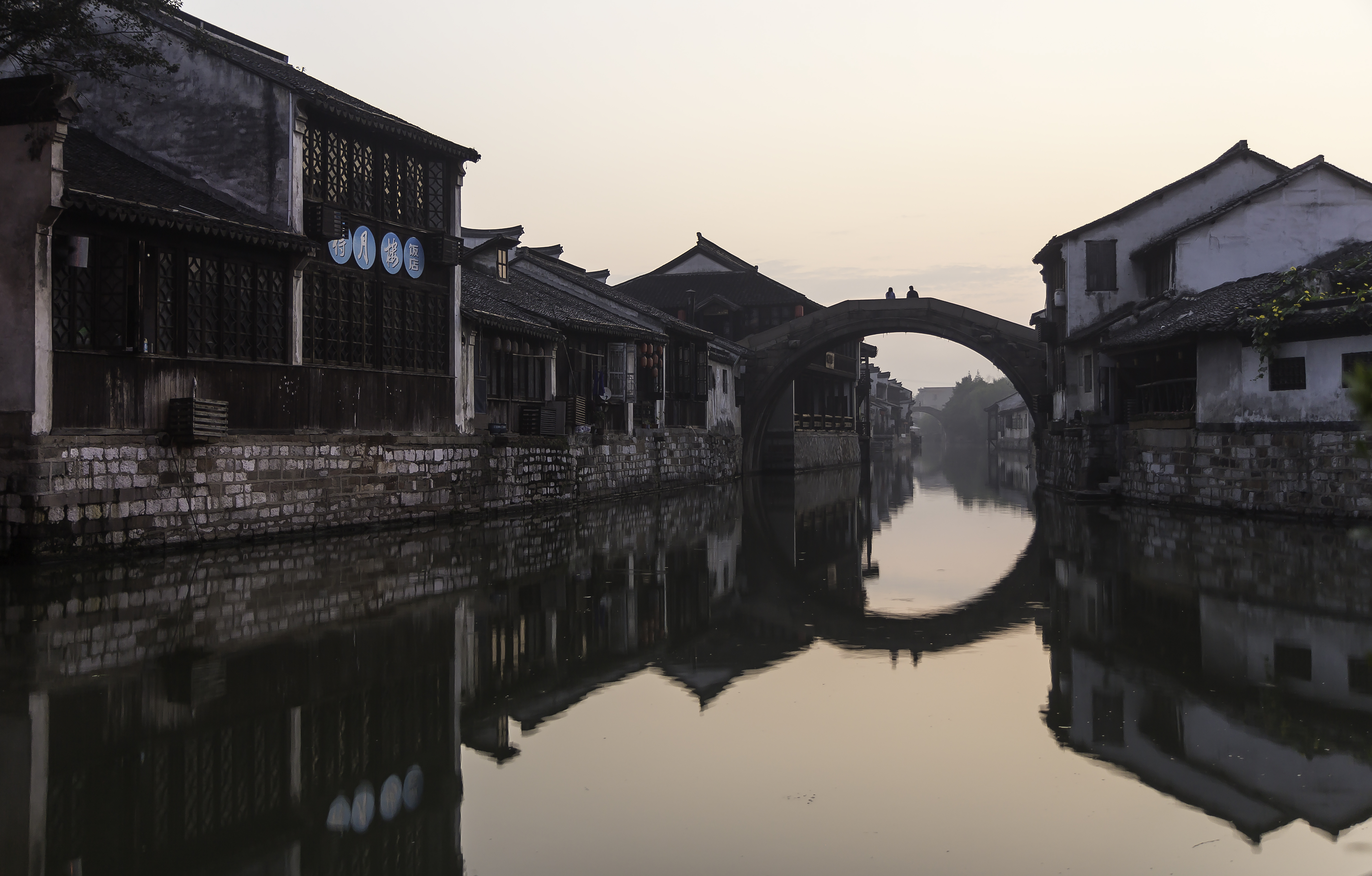

난쉰구(한국어: 남심구, 중국어: 南浔区, 병음: Nánxún Qū)는 중화인민공화국 저장성 후저우시의 현급 행정구역이다. 고대 베네치아풍의 마을은 구의 자랑으로 이 지역은 문화 유산으로 여겨진다. 넓이는 426km2이고, 인구는 2007년 기준으로 470,000명이다.

## 역사
이 지역은 9세기까지 쉰이로 불렸다. 13세기에 마을은 편리한 수상교통 덕분에 농산물 및 그 부산품의 중요한 유통 중심지로 전환하였다. 16세기에서 19세기까지 장강 남부 지역에서 자본주의의 맹아가 출현했다. 견직물 산업이 번창했고 비단 교역 시장이 형성되었다. 상품 경제가 발전하였고 많은 상인들이 난쉰으로 모여들어 강남 지방에서 강력한 도시가 되었다.

## 행정 구역
9개 진을 관할한다.
- 진: 南浔镇, 练市镇, 双林镇, 善琏镇, 旧馆镇, 菱湖镇, 和孚镇, 千金镇, 石淙镇.